# Тёрнер, Джейсон
Дже́йсон Тёрнер (англ. Jason Turner; 31 января 1975, Рочестер, США) — американский спортсмен-стрелок из пистолета. Бронзовый призёр летних Олимпийских игр 2008 года в стрельбе из пистолета, Трёхкратный чемпион панамериканских игр по стрельбе.

## Спортивная биография
Первое выступление на мировом первенстве у Джейсона Тёрнера состоялось в 2002 году на чемпионате в финском Лахти. Дебютное выступление оказалось не очень удачным. Лучшим результатом стало 39-е место в стрельбе из малокалиберного пистолета. Наивысшим результатом за всё время выступления на чемпионатах мира стало 36-е место на первенстве в Загребе в 2006 году в стрельбе из пневматического пистолета с 10 метров. В 2003 году Тёрнер выиграл свою первую золотую медаль на Панамериканских играх.
На летних Олимпийских играх Тёрнер дебютировал в 2004 году в Афинах. В стрельбе из пневматического пистолета с 10 метров Джейсон занял 36-е место, а в стрельбе с 50 метров 18-е место. В 2007 году Джейсон Тёрнер добавил в свою копилку ещё две золотые медали Панамериканских игр.
Летние Олимпийские игры 2008 года в Пекине сложились для Тёрнера очень удачно. В первый же день олимпийских соревнований Тёрнер завоевал бронзовую медаль в стрельбе из пневматического пистолета с 10 метров, опередив лишь в перестрелке своего соотечественника Брайана Бимена. Спустя три дня в соревнованиях по стрельбе из пистолета с 50 метров Тёрнер показал лишь 20-й результат.